# David Rose
David Rose, född 15 juni 1910 i London, död 23 augusti 1990 i Burbank, Kalifornien, var en amerikansk kompositör och orkesterledare.
Rose har bland annat skrivit musiken till TV-serier som Bröderna Cartwright och Lilla huset på prärien. Han har också komponerat melodin The Stripper som kommit att bli ett närmast arketypiskt ackompanjemang till stripteaseframträdanden, och även var Kvällstoppens signaturmelodi.
Åren 1941–1944 var Rose gift med Judy Garland. År 1990 dog han av en hjärtattack, 80 år gammal.

## Filmografi i urval

### Musik
- 1944 – Prinsessan och piraten
- 1950 – Gangsterterror slås ned
- 1951 – Texas Carnival
- 1951–1971 – The Red Skelton Show (TV-serie)
- 1955 – Jupiters älskling
- 1957 – Ding i bollen
- 1959 – Operation kjoltyg
- 1959–1973 – Bröderna Cartwright (TV-serie)
- 1960 – Handen på hjärtat
- 1961 – Yogi Björn (TV-serie)
- 1967–1971 – High Chaparral (TV-serie)
- 1967 – Hombre
- 1974–1983 – Lilla huset på prärien (TV-serie)
- 1976 – The Loneliest Runner
- 1981–1983 – Father Murphy (TV-serie)
- 1984 – Sam's Son
- 1984–1989 – Highway to Heaven (TV-serie)